# Kidder Township (comté de Caldwell, Missouri)
Pour les articles homonymes, voir Kidder Township.
Kidder Township est un township du comté de Caldwell dans le Missouri, aux États-Unis,. En 2000, sa population s'élève à 891 habitants. Le township est fondé en 1867.